# Cebrio decolor
Cebrio decolor is een keversoort uit de familie Cebrionidae. De wetenschappelijke naam van de soort is voor het eerst geldig gepubliceerd in 1896 door Chobaut.